# باول يون
باول يون (بالإنجليزية: Paul Yoon)‏ هو كاتب أمريكي، ولد في 1980.